# Livingston (Montana)
Livingston város az USA Montana államában, Park megyében, melynek megyeszékhelye is. Lakosainak száma 8040 fő (2020. április 1.).

## Népesség
A település népességének változása:

| 2010 | 7 044 |
| 2020 | 8 040 |